# Gontran et les autres
Pour les articles homonymes, voir Gontran.
Gontran et les autres est une série de bande dessinée française, créée par l'auteur Gérard « Gégé » Cousseau et éditée entre le no 2040 du 19 avril 1979 et le no 2320 du 30 septembre 1982 dans le magazine Spirou. Depuis, elle n'a jamais été publiée en album.

## Description

### Synopsis
Gontran et les autres, Lili et Patty, s'aventurent dans leur vie étudiante.

### Personnages
- Gontran : personnage principal de la série, tranquille et qui aime se laisser faire par ses potes. Il ne sépare jamais de sa Citroën 2 CV, baptisée « Pénélope ».
- Lili : meilleur ami de Gontran, sur qui on ne préfère pas compter au vu de sa maladresse, mais reste serviable.
- Patty : amie de Gontran et de Lili, la plus raisonnable de la bande.

## Analyse
En 1978 ou 1979, après avoir assisté Jean-Claude Fournier dans son atelier pour certaines planches de Bizu pour le magazine Spirou, Gérard Cousseau crée les personnages Gontran et les autres et propose cette série aux éditions Dupuis.
En 1980, il partage avec Rémy dans le no 2213 et, en 1981, le no 2245.

## Périodique
Spirou
Les 90 gags ne paraissent qu’en une planche à la fois, sans titre, à commencer par le no 2040 du 19 avril 1979 jusqu’au no 2320 du 30 septembre 1982, en passant aux numéros spéciaux hors-série tels que Spirou-festival et Spéciale 81-82 en 1981 ainsi que Album+ 1 et Album+ 2 en 1982.

### Documentation
- BD oubliées : Gontran et les autres